# 托马斯·纳什

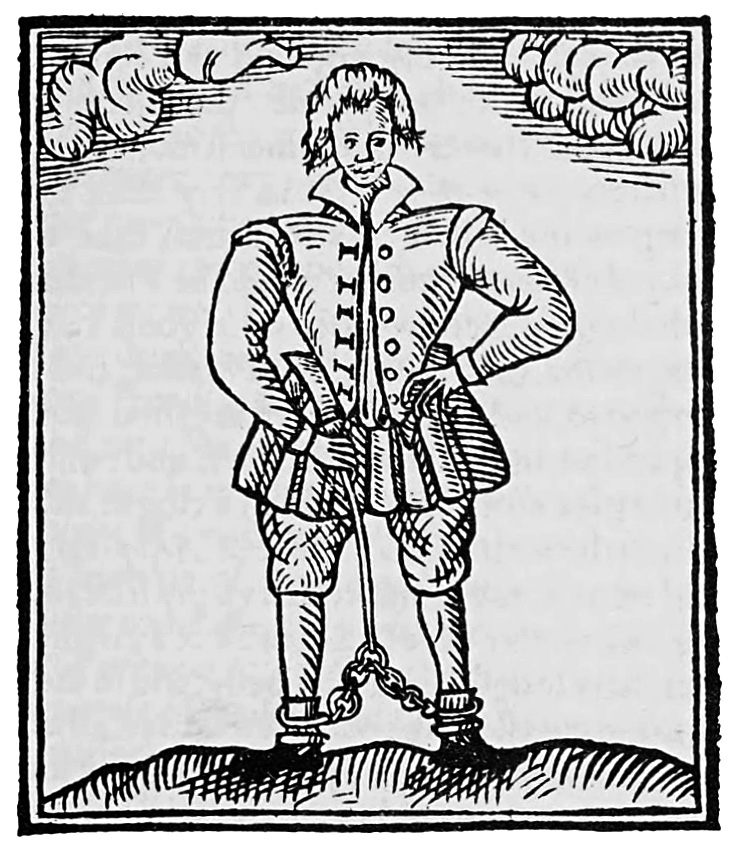
托马斯·纳什

托马斯·纳什（Thomas Nashe，1567年11月30日 - 约1601年）是伊丽莎白时代的剧作家、诗人、讽刺作家。他支持英格蘭教會，經常寫文章為教會辩护。  他還寫過攻擊女性的政論文。